# Douglas (Cork)
Pour les articles homonymes, voir Douglas.
Douglas est une ville irlandaise située à 4 km au sud du centre-ville de Cork ; elle comptait 26 883 habitants en 2016.
Son nom vient de l'irlandais « Dubh Ghlas », signifiant « le ruisseau noir ». Ce ruisseau traverse toujours la commune.

## Histoire
La ville a été fondée par des réfugiés Huguenots qui introduisent l'industrie textile au XVIIIe siècle. L'usine, située dans le quartier Donnybrook, produit des voiles pour la Royal Navy. Une deuxième usine est construite au XIXe siècle. À elles deux, elles fournissent une grande partie de l'emploi à la région.
En 1898 une ligne de tramway est construite entre la ville de Cork et Douglas. Elle fonctionne jusqu'en 1932, date à laquelle elle est remplacée par un service de bus.
Au cours de la deuxième moitié du XXe siècle, Douglas subit de profonds changements en devenant une banlieue de Cork. Un grand nombre de logements sont construits dans la zone située entre la ville de Cork et Douglas. Des écoles, centres commerciaux, cinémas et autres équipements sont construits pour servir la population.

## Shopping et affaires
Le centre du village de Douglas compte deux rues commerciales principales, Douglas East et Douglas West, situées à environ 300 mètres l'une de l'autre. Le commerce de détail s’articule également autour de deux centres commerciaux, le centre commercial Douglas Court et le centre commercial Douglas Village. "Douglas Court" (ancré par Dunnes Stores) a été construit au début des années 1990 et "Douglas Village" (ancré par Tesco, Marks & Spencer et TK Maxx) a été développé à l'origine au milieu des années 1970 et fut le deuxième centre commercial construit en Irlande.
Douglas était autrefois le site du siège de Cork et de la banque d’épargne Limerick. Cependant, cette banque a été fusionnée avec la banque d'épargne fiduciaire en 1992. L'ancien siège social était toujours utilisé au départ pour l'administration régionale, mais cette fonction a été transférée dans un nouveau bâtiment situé à Cork Airport Business Park.
Un marché de producteurs a lieu tous les samedis matins devant l'entrée du centre commercial Douglas Village.

## Congrégations religieuses

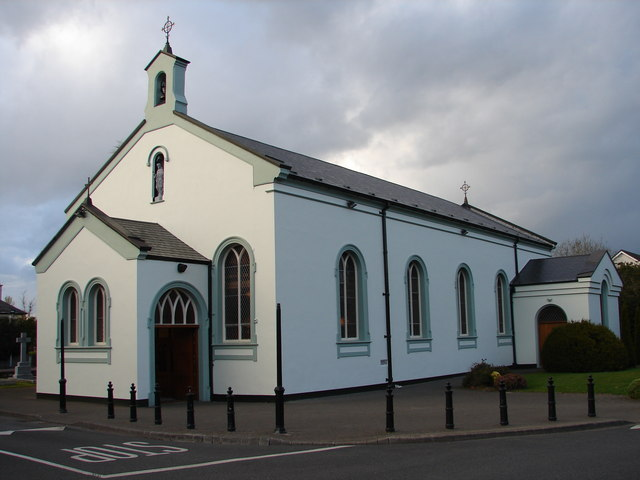
Église catholique St. Columbas, Douglas

En date du recensement de 2016, 79% de la population de la circonscription de Douglas était identifiée comme catholique,avec St. Columbas comme la première église paroissiale catholique de la région, datant de 1814. À partir des années 1960, à cause du développement immobilier et de la croissance démographique à Douglas, la surpopulation à St. Columbas a incité à prendre la décision de construire une nouvelle église catholique dans la région de Grange / Frankfield. Cette nouvelle église (l'église de l'Incarnation) a été consacrée en 1976 et était une chapelle d'aisance de la paroisse de Douglas avant de se séparer en sa propre paroisse en 1982. L'église catholique St. Patrick dessert la région de Rochestown et date de 1991.

## La démographie
Lors du recensement de 2016, 79% des habitants de la circonscription de Douglas étaient catholiques, 8% appartenaient à d'autres religions, 12% n'avaient pas de religion et moins de 1% ne déclaraient pas de religion. Dans le même recensement, 86,2% des résidents de circonscription identifiés comme étant des Irlandais de race blanche, 8,3% d'autres Blancs, 1% de Noirs, 1,7% d'Asiatiques, 1,4% d'ethnies différentes et 1% n'ayant pas déclaré l'appartenance ethnique.

## Transport

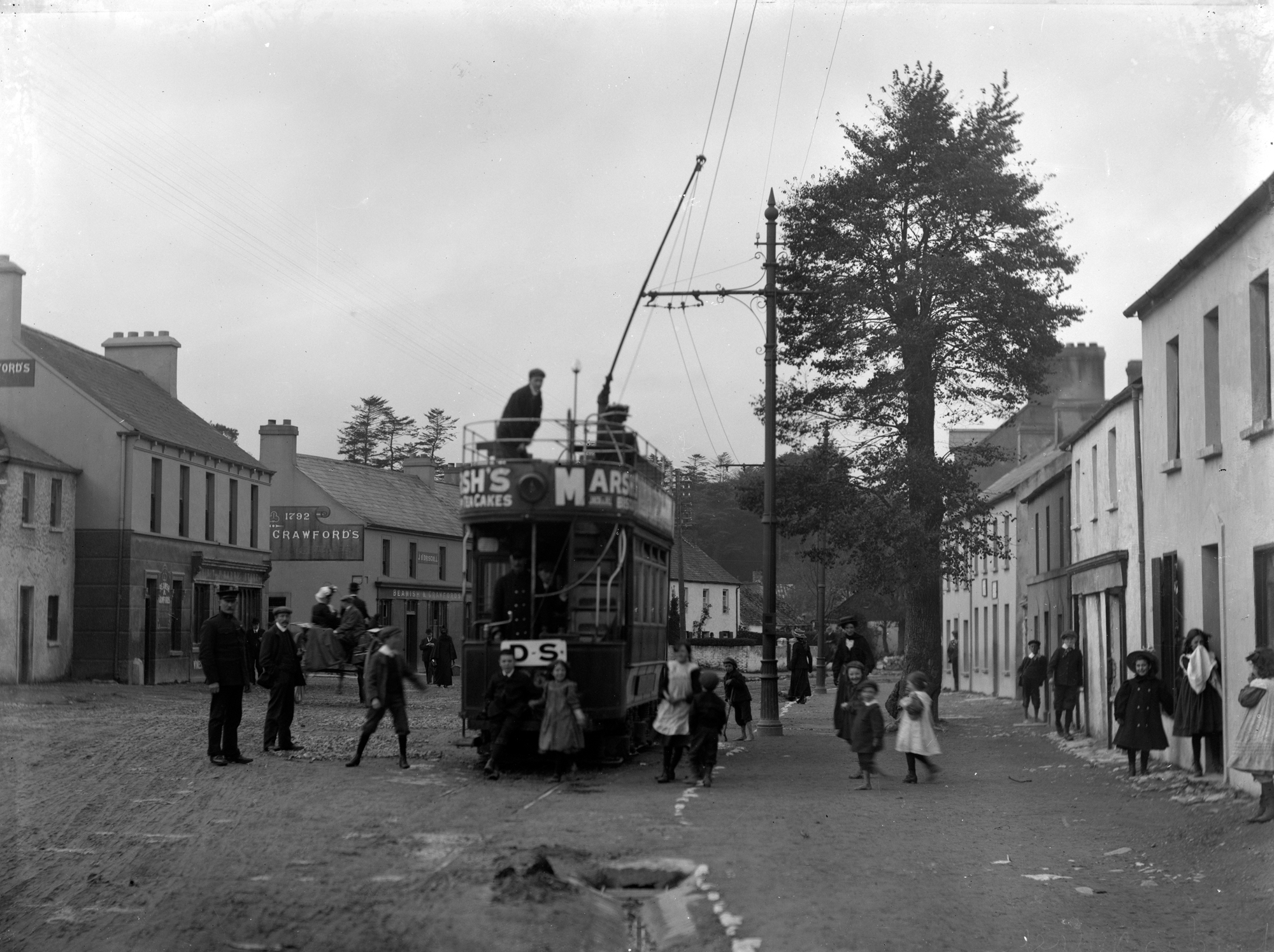
Le tramway à Douglas au début du XXe siècle.

### Route
La N40 passe par Douglas, mais il n’est pas possible de la tourner en direction est et la circulation en direction ouest ne peut quitter la route. Un accès plus complet est disponible via la N28 depuis Rochestown.
Douglas est desservie par un certain nombre de routes R standard, notamment la R609 (qui relie la N28 à Maryborough), la R610 (Passage Ouest vers le centre-ville de Cork), R851 (Centre-ville de Cork vers la N27) et R853 (vers Ballinlough ).

### Autobus
Les services de bus sont assurés par Bus Éireann et les liaisons passant par Douglas incluent les numéros 206 (Grange au centre-ville), 207 (Donnybrook à Ballyvolane), 216 (Mount Oval à l'hôpital universitaire de Cork), 219 (Mahon to Cork Institute of Technologie), 220 (de Carrigaline à Ballincollig) et 223 (du centre-ville de Cork à Haulbowline).

### Rail
La gare active la plus proche est la gare de Cork Kent, à environ 5 km. Jusqu'en 1932, Douglas était desservie par la liaison Blackpool-Douglas de la Cork Electric Tramways and Lighting Company.

## Personnalités liées à Douglas
- Cillian Murphy (1976-), acteur, musicien et compositeur, est né à Douglas ;
- Allie Sherlock (2005-), chanteuse, guitariste et compositrice, est née à Douglas.